# 無聲信息
四川無聲信息技術有限公司（英語：Sichuan Silence Information Technology Co. Ltd.），簡稱無聲信息，是一家中華人民共和國網路與資訊安全公司，總部位於四川省成都高新區自由貿易試驗區。公司成立於2000年，主要業務為網路安全技術研究、產品研發和技術服務。據美國財政部稱，該公司主要客戶為中國情報機構，並為其提供網路攻擊、監控、輿情壓制以及資訊戰等相關產品和服務。該公司及其僱員因涉及國際網路攻擊事件以及參與虛假訊息傳播行動而受到美國政府的制裁與通緝。

## 概述
四川無聲信息技術有限公司成立於2000年7月27日，由天融信網路安全技術有限公司聯合創辦人黃勇溢價回購天融信股份而創立，黃勇同時兼任無聲信息董事長、執行長及中國共產黨在該公司的黨支部書記。無聲信息早期致力於涉密資訊系統集成、資訊系統安全集成等業務。在黃勇的領導下，無聲信息以「以攻驗防、以攻促防、攻防兼備、體系防禦」為指導思想，開展網路空間攻防技術研究和產品開發。無聲信息在中國多處設有分支機構，據其官網指，現有員工200餘人，其中75%為技術人員。
該公司曾是「中國公安部重大活動網絡安全保衛單位」和「國家互聯網應急中心技術支撐單位」，也參與國家重要漏洞平台的支撐工作。從其官網描述指，該公司著重於「網路與資訊安全領域技術研究」，並於公安部主辦的「護網-2018」關鍵資訊基礎設施網絡攻防實戰演習，獲得「最佳攻擊隊伍」稱號。
無聲信息轄下設有研究機構「雙螺旋研究院」，專注於網路攻防技術研究。研究院匯聚來自中國國內多個領域的網路與資訊安全專家，以滲透測試為核心，研究項目包括瀏覽器前端安全、代碼審計、漏洞挖掘、二進位研究、安全軟體開發等。雙螺旋研究院是無聲信息攻防能力的重要組成部分，也是其參與各類網路安全競賽和演習的核心力量。無聲信息曾在2016年國際信息安全技術挑戰賽中取得中國區第一名、全球第八名。
根據對無聲信息擁有人黃勇的訪問，其稱無聲信息早期的主要服務對象為中國政府及相關機構，包括公安部、國家互聯網應急中心、網信辦，以及其他部委，例如發改委、科技部、工信部等，黃勇曾擔任這些部委多個項目的負責人。此外，由於無聲信息擁有「武器裝備科研生產單位保密資格認證」，也暗示其可能服務於軍方。在2018年後，無聲信息開始拓展企業及其他組織客戶，例如金融機構、能源企業和電信運營商等。而美國財政部稱無聲信息的主要客戶包括中國情報機構，並為其提供網路攻擊、監控、輿情壓制以及資訊戰等相關產品和服務。

## 歷史
2013年至2018年，無聲信息的核心重點是圍繞公安、網信等國家機構提供技術服務，深度提供實用產品輸出應用和核心建設。2018年後，公司開始將攻防技術融入防護體系，並承擔多項國家級、省部級重點安全科研與建設項目。

### 入侵Sophos防火牆
根據美國司法部的指控，2020年4月，受僱於無聲信息的網絡技術員關天烽開發和測試一個用於攻擊英國網絡安全公司Sophos防火牆的零日安全漏洞，影響全球約81000個防火牆設備，包含美國境內的23000個系統，其中36台屬於美國的關鍵基礎設施公司，另有1台是美國政府部門所使用的防火牆。幸入侵及時發現並阻止，否則會引發重大生產事故。

### 威爾遜·愛德華茲虛假新聞事件
2021年初，發生威爾遜·愛德華茲虛假新聞事件。一名虛構的「瑞士生物學家」威爾遜·愛德華茲在網路上散播關於2019冠狀病毒溯源的虛假訊息，聲稱美國干預病毒溯源工作。這些言論被中國官方媒體廣泛轉載，試圖影響國際輿論。Meta（原Facebook）在其報告中指出，他們發現一個與中國有關的虛假訊息網路，並明確指出無聲信息與該網路存在聯繫。

### Sophos的反制與美國制裁
就2020年4月的入侵事件及之前長期持續的黑客入侵，Sophos決定作出反制，推行代號為「環太平洋」的調查行動，追溯入侵的來源。Sophos發現無聲信息研究機構「雙螺旋研究院」轄下員工曾參與Sophos舉辦的漏洞賞金計劃而獲得賞金，而「環太平洋」團隊發現入侵者的預定位設備屬於無聲信息，並追溯攻擊者為一名代號為「GBigMao」的人，該人用此代號在漏洞論壇發佈最新的零日漏洞利用技術，據悉此人為關天烽。
2024年12月10日，美國印第安納州哈蒙德聯邦法院起訴關天峰「陰謀實施電腦欺詐」和「陰謀實施電信欺詐」兩罪，而在美國司法部宣佈起訴關天烽同時，美國國務院正義獎勵計劃也宣佈懸賞無聲信息和關天烽1000萬美金，獎勵識別和找到關天烽的人，或任何在外國政府的指示或控制下從事針對特定惡意網路活動之個人的身份或位置的資訊。美國財政部外國資產管制辦公室亦於同日宣佈對無聲信息和關天烽實施制裁
路透社用電子郵件向無聲信息詢問相關事件，無聲信息並無回覆。